# میزبان (شبکه)
میزبان یا هُست (به انگلیسی: Host)، به غلط هاست (همچنین میزبان شبکه یا میزبان اینترنت)، در شبکه‌های رایانه‌ای، رایانه‌ای است که به اینترنت -یا به‌طور کلی‌تر- به هر شبکهٔ داده‌ای، متصل است. یک میزبان شبکه می‌تواند اطلاعات و نیز نرم‌افزار کارخواه (client) و/یا کارساز (server) را میزبانی کند.
هر میزبان اینترنتی یک نشانی آی‌پی یکتا دارد که بخش نشانی میزبان را نیز شامل می‌شود. نشانی میزبان، یا به‌طور دستی توسط مدیر رایانه وارد می‌شود یا به‌طور خودکار در آغاز بوسیلهٔ پروتکل پیکربندی پویای میزبان (DHCP) اختصاص می‌یابد.
هر میزبانی، یک گرهٔ شبکهٔ فیزیکی (دستگاه شبکه) است، ولی هر گرهٔ شبکهٔ فیزیکی، یک میزبان نیست. به گره‌های شبکه مانند مودم‌ها و سوئیچ‌های شبکه نشانی‌های میزبان اختصاص نمی‌یابد، و به عنوان میزبان در نظر گرفته نمی‌شوند. به دستگاه‌هایی چون چاپگرهای شبکه و مسیریاب‌های سخت‌افزاری، نشانی آی‌پی میزبان اختصاص می‌یابد، اما چون آن‌ها رایانه‌های همه‌منظوره نیستند، به‌طور عمومی گاهی به عنوان میزبان در نظر گرفته نمی‌شوند.